# Dorfkirche Rohrbeck (Niedergörsdorf)

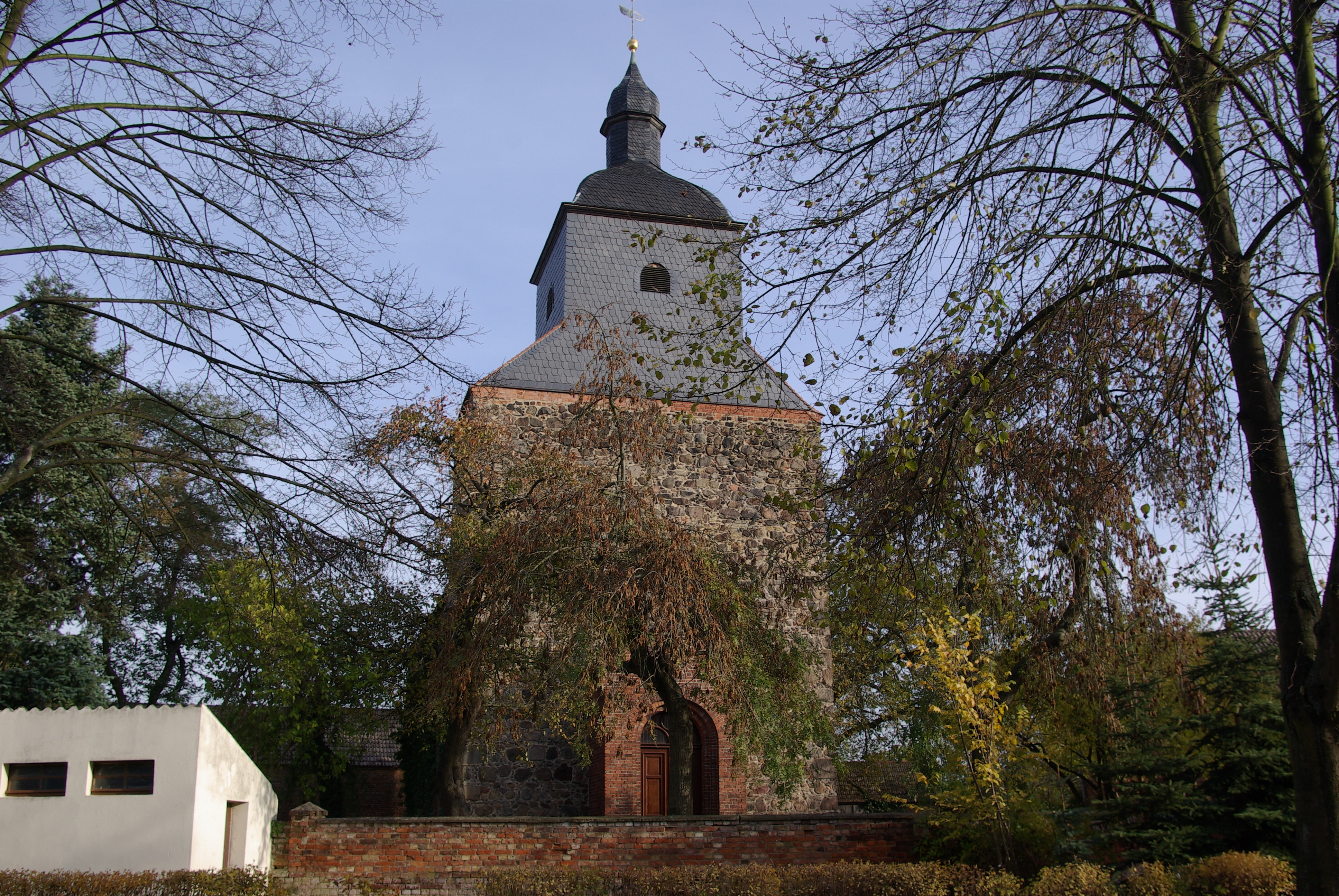
Dorfkirche Rohrbeck

Die evangelische Dorfkirche Rohrbeck ist eine spätgotische Feldsteinkirche in Rohrbeck, einem Ortsteil der Gemeinde Niedergörsdorf im Landkreis Teltow-Fläming im Land Brandenburg. Die Kirchengemeinde gehört zum Kirchenkreis Zossen-Fläming der Evangelischen Kirche Berlin-Brandenburg-schlesische Oberlausitz.

## Lage
Die Landstraße 811 führt als zentrale Verbindungsachse annähernd in Nord-Süd-Richtung durch den Ort. Von ihr zweigen nach Osten die Hauptstraße sowie einige Meter weiter südlich die Straße Rohrbeck ab. Zwischen diesen beiden Straßen steht die Kirche östlich der Landstraße innerhalb der südliche Gehöftreihe auf einem Grundstück mit einem Kirchfriedhof, der mit einer Mauer aus Ziegeln eingefriedet ist.

## Geschichte
Zur Bauzeit der Kirche gibt es unterschiedliche Angaben. Bereits aus dem Jahr 1325/1339 ist überliefert, dass Rohrbeck Pfarrkirche war. Der Kirchenführer des Kirchenkreises weist daher darauf hin, dass die „Ursprünge“ der Kirche in der ersten Hälfte des 14. Jahrhunderts lagen. Das Brandenburgische Landesamt für Denkmalpflege und Archäologische Landesmuseum (BLDAM) geht jedoch eher davon aus, dass das Bauwerk erst im 15. Jahrhundert entstand. Darauf weist auch die Bauausführung aus einem eher unregelmäßigen Mauerwerk hin. Unklar ist auch, wann der Kirchturm errichtet wurde. Auf der Wetterfahne war zu einem früheren Zeitpunkt die Jahreszahl 1524 zu sehen; eine mittlerweile verloren gegangene Glocke wurde 1533 gegossen. Beides zusammen gibt einen Hinweis darauf, dass der Turm möglicherweise Anfang des 16. Jahrhunderts entstand. Als sicher gilt, dass der Turm im Jahr 1729 mit einer barocken Haube versehen wurde. 1864 legte der Jüterboger Maurermeister Ferdinand Dalichow einen Entwurf vor, der einen weitreichenden Umbau des Gebäudes vorsah. Dieser wurde drei Jahre später realisiert. Die beiden Nordportale wurden vom Jüterboger Maurermeister Schäfer vermauert und die Schindeleindeckungen vom Zimmermeister Schultze im Turm durch Schiefer ersetzt. Die Arbeiten standen unter der Aufsicht des Bauinspektors J. Gerndt aus Jüterbog. Die Fenster wurden erneuert und mit Maßwerk versehen. Unterhalb der Empore kam nun durch zusätzliche Fenster neues Licht; das Westportal wurde eingebrochen. Im Innenraum wurde die bereits hufeisenförmig ausgeprägte Empore im Westen zweigeschossig aufgestockt. Elf Jahre später verkleideten Dachdecker das zuvor sichtbare Gefach am Turm ebenfalls durch Schiefer. 1934 wurde der Innenraum instand gesetzt.

## Baubeschreibung

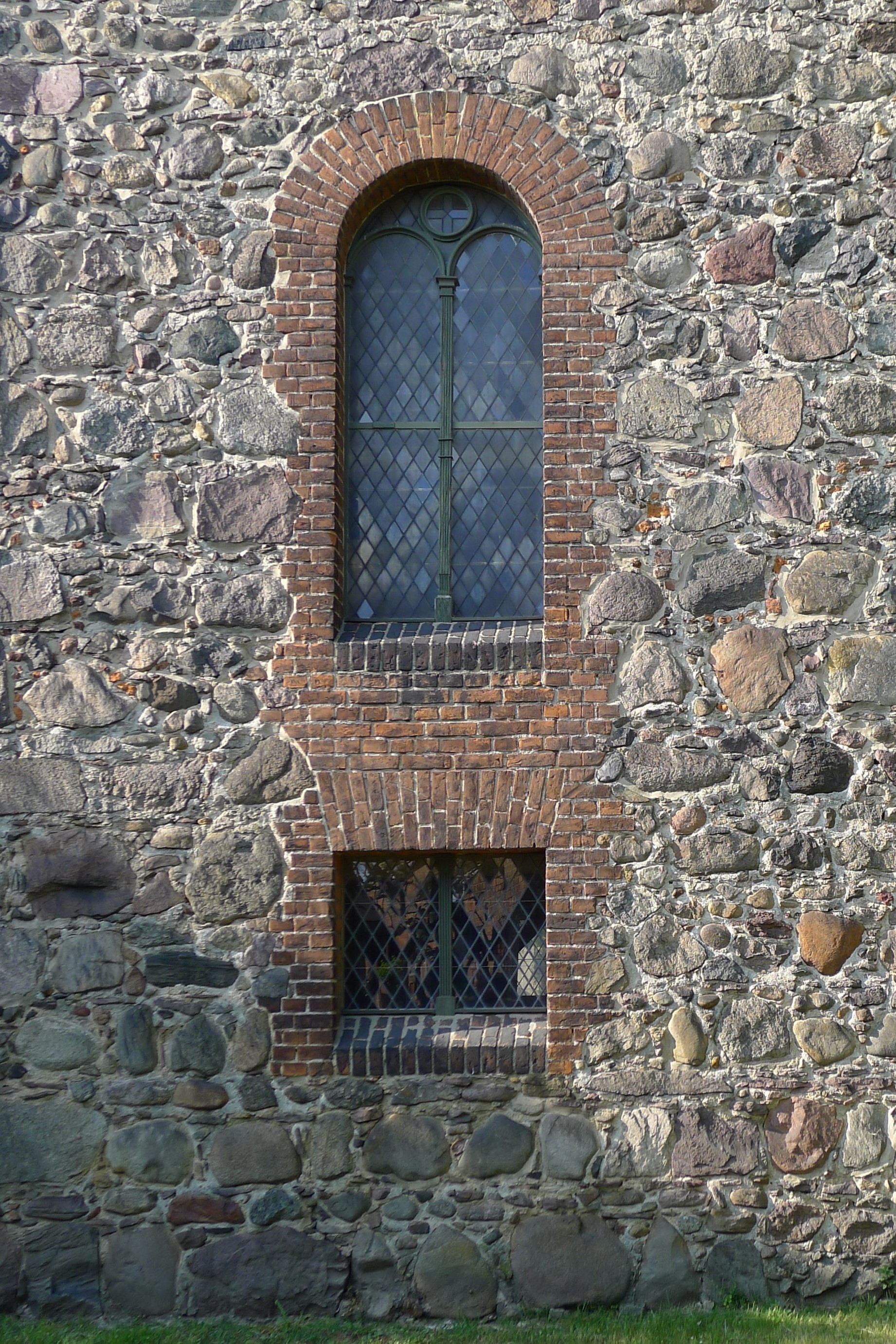
Fenster

Das 18 m lange und 10 m breite Bauwerk entstand im Wesentlichen aus Feldstein, die unbehauen und nicht lagig geschichtet wurden. Lediglich die Ecksteine wurden behauen. Bei Ausbesserungs- und Umbauarbeiten kam meist rötlicher Mauerstein zum Einsatz.
Das Kirchenschiff hat einen rechteckigen Grundriss. An den Langwänden sind je drei große Rundbogenfenster, die unterhalb von je einem kleinen, querrechteckigen Fenster ergänzt werden. Die beiden Nordportale wurden 1867 vermauert.
Im Westen schließt sich der Querturm an, der die volle Breite des Schiffs aufnimmt, jedoch nur 5 m lang ist. Er kann durch ein großes Rundbogenportal von Westen her betreten werden. Die Nord-, Süd- und Westseite besteht dabei aus Feldstein, die Ostseite aus verblendetem Fachwerk. Oberhalb der Dachtraufe des Schiffs verjüngt sich der Turm mit seitlichen Pultdächern. Darüber ist an jeder Seite eine kleine Klangarkade, darüber eine geschweifte Turmhaube, die mit Turmkugel und einer Wetterfahne mit der Jahreszahl 1729 abschließt.

## Ausstattung
Der barocke Kanzelaltar stammt aus der Zeit um 1720/1740 und könnte im Zuge der Kirchenrenovierung im Jahr 1738 in das Bauwerk gekommen sein. Das BLDAM spricht von einem „qualitätsvollen“ Holzaufbau, der aus einem runden Kanzelkorb zwischen ionischen Säulen platziert wurde. Oberhalb ist ein Volutengiebel mit einer Strahlenglorie. Der Aufbau wird von zwei seitlich angebrachten, lebensgroßen Engeln flankiert, die Kelch und Patene halten. Der Altar ersetzte ein Altarretabel mit vergoldeten Heiligenbildern und fünf Figuren im Schrein sowie zehn Figuren in den Flügeln. Bei den Arbeiten wurde die Mensa verrückt; darunter kam eine in ein grünes Tuch gehüllte Leiche zum Vorschein. Ein Experte vermutet, dass es sich dabei um den Dorfgründer handeln könnte.
Zur weiteren Kirchenausstattung gehört eine spätgotische Fünte aus dem Anfang des 16. Jahrhunderts. Sie ist achteckig, hat einen gekehlten Schaft und besitzt eine pokalförmige Kuppa. Ein Ölgemälde aus dem 19. Jahrhundert zeigt eine weihnachtliche Szene. Ein Epitaph in der Vorhalle erinnert an den 1693 verstorbenen Pastor Emanuel Am Ende; eine weitere Gedenktafel für den 1871 gefallenen Friedrich Haberland.
Im Jahr 1756 errichtete Johann Ephraim Hübner auf der Doppelempore eine Orgel mit zehn Registern und einem Manual. Sie wurde 1848 von Gottfried Wilhelm Baer umgebaut, 1867 bei einem Blitzeinschlag beschädigt und anschließend repariert. Das spätklassizistische Prospekt verfügt über drei Rundbogenöffnungen und schließt mit einem Dreiecksgiebel ab. Das Instrument wurde 1993 von der Firma Mitteldeutschen Orgelbau A. Voigt restauriert.